# Komplexy přechodných kovů s benzyny

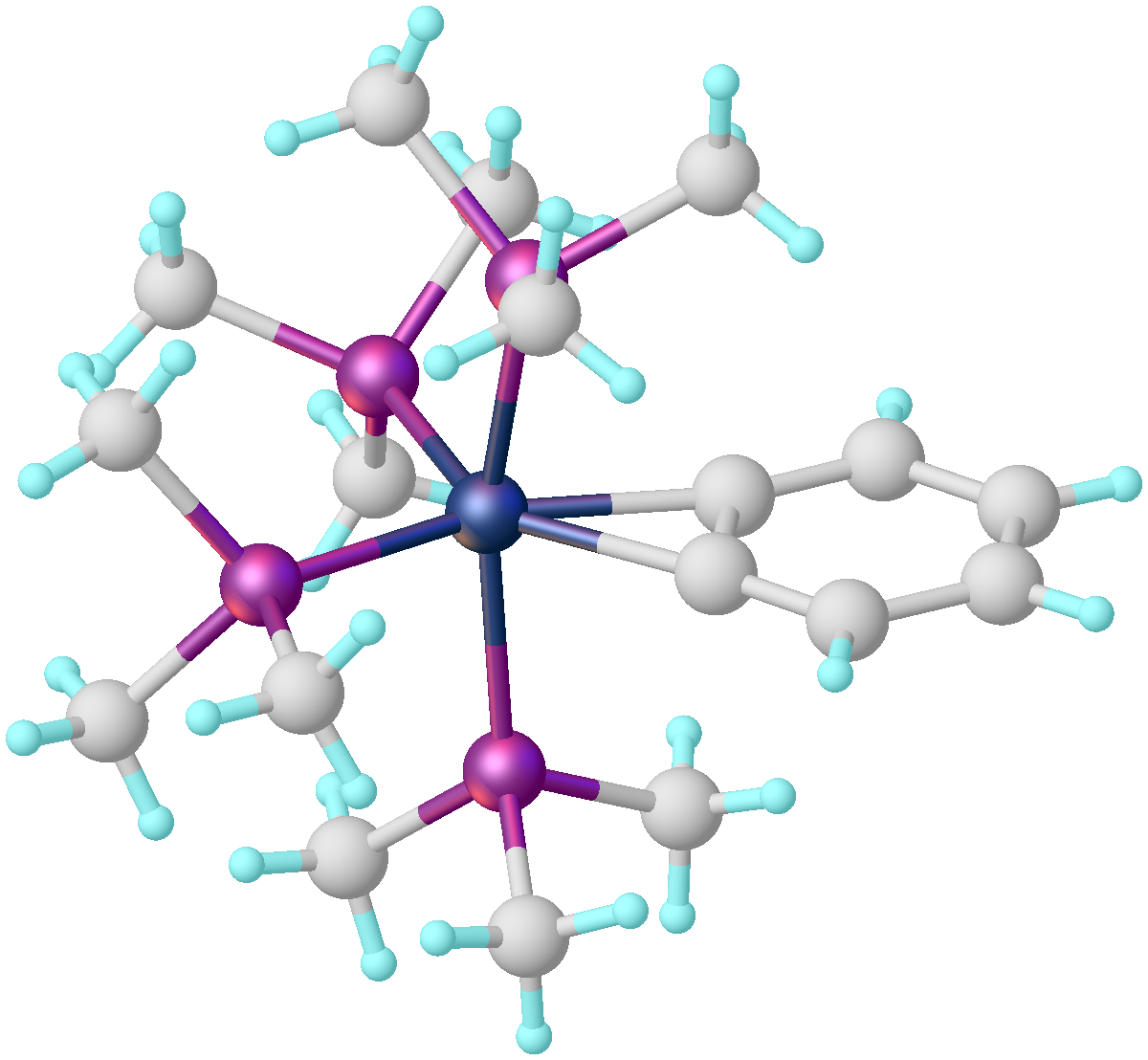
Struktura Ru(C_{6}H_{4})(PMe_{3})_{4}

Komplexy přechodných kovů s benzyny jsou organokovové sloučeniny obsahující benzynové (C6H4) ligandy. Oproti samotnému benzynu jsou méně reaktivní, stále však vstupují do řady inserčních reakcí.

## Příklady
Výzkum těchto komplexů začal přípravou komplexu zirkonocenu reakcí difenylzirkonocenu s trimethylfosfinem.
Cp2ZrPh2 + PMe3 → Cp2Zr(C6H4)(PMe3) + PhH
Podobně probíhá příprava Ta(η5-C5Me5)(C6H4)Me2, je při ní potřebný fenylový komplex Ta(η5-C5Me5)(C6H5)Me3, připravovaný reakcí Ta(η5-C5Me5)Me3Cl s fenyllithiem. Tento komplex zahřátím uvolňuje methan a zanechává benzynový komplex:
Ta(η5-C5Me5)(C6H5)Me3 → Ta(η5-C5Me5)(C6H4)Me2 + CH4
Druhým příkladem komplexu benzynu je Ni(η2-C6H4)(dcpe) (dcpe = Cy2PCH2CH2PCy2), získávaný dehalogenací bromfenylového komplexu NiCl(C6H4Br-2)(dcpe) se sodným amalgámem. Jeho koordinační geometrie se podobá trigonální.  

## Reaktivita
Komplexy benzynů reagují s mnoha elektrofily, které se přitom navazují na vazby kov-uhlík. Po přidání kyseliny trifluoroctové se odštěpí benzen za vzniku trifluoracetátu Ni(O2CF3)2(dcpe).

## Struktura
Několik komplexů benzynů bylo prozkoumáno pomocí rentgenové krystalografie.
| Vazba | Délka u Ta | Délka u Ni | Délka u Zr |
| ----- | ---------- | ---------- | ---------- |
| M-C1  | 205,9      | 186,8      | 226,7      |
| M-C2  | 209,1      | 187,0      | 222,8      |
| C1-C2 | 136,4      | 133,2      | 136,4      |
| C2-C3 | 141,0      | 138,9      | 138,9      |
| C3-C4 | 136,2      | 138,3      | 138,3      |
| C4-C5 | 140,3      | 93         | 138,0      |
| C5-C6 | 137,5      | 138,3      | 137,7      |
| C6-C1 | 140,8      | 138,6      | 140,6      |

| Úhel | Velikost u Ni | Velikost u Zr |
| ---- | ------------- | ------------- |
| 1    | 41,9          | 35,3          |
| 2    | 69,2          | 70,8          |
| 3    | 69,1          | 73,9          |
| 4    | 122,9         | 120,2         |
| 5    | 122,3         | 122,1         |
| 6    | 116,1         | -             |
| 7    | 121,5         | -             |
| 8    | 121,0         | -             |
| 9    | 116,2         | -             |